# Beğendik, Demirköy
Beğendik là một xã thuộc huyện Demirköy, tỉnh Kırklareli, Thổ Nhĩ Kỳ. Dân số thời điểm năm 2011 là 277 người.